# Српска тајна организација у источној Босни
Српска тајна организација у источној Босни била је тајна српска организација која је дјеловала у периоду од 1849. до 1855. године у источном дијелу Босанског пашалука — у сребреничкој, вишеградској, рогатичкој и нововарошкој кази. Била је дио шире мреже организација које су дјеловале у европском дијелу Османског царства (Румелија), коју је предвидио српски политичар Илија Гарашанин. Организација је за циљ имала припрему устанка против Османског царства. Павле Мариновић био је одговоран за источну Босну, и био је потчињен Томи Ковачевићу, Гарашиновом човјеку од одговорности за цијелу Босну. Мариновић је успоставио мрежу организације у четири казе у источној Босни у другој половини 1849. и 1850. године, и именовао је шефове сваке казе који су извјештавали о броју православних и муслиманских мушкараца, рељефу, стратешким објектима и османским војним снагама. Закључено је да је половина српског станонвиштва добро наоружана и спремна за побуну. Међутим, како Србија није водила ослободилачки рат против Османског царства, организација је 1851. претворена у обавјештајну службу. Неспијех организације је услиједио углавном због недостатка средстава.